# 英格爾賽德 (伊利諾伊州)
英格爾賽德（英語：Ingleside）是位於美國伊利諾伊州萊克縣的一個非建制地區。該地的面積和人口皆未知。

## 地理
英格爾賽德的座標為42°22′51″N 88°08′19″W / 42.38083°N 88.13861°W，而該地的平均海拔高度為232米（即761英尺）。